# Philipp von Stadion und Thannhausen

Stemma Stadion

Philipp Franz Graf von Stadion-Thannhausen (Kulmbach, 9 maggio 1799 – Vienna, 19 marzo 1868) è stato un generale austriaco.

## Biografia
Appartenne alla nobile famiglia Stadion.
Era al comando del V Corpo d'Armata austriaco (appartenente alla 2ª armata del generale Franz von Schlick) che combatté contro i piemontesi nella battaglia di Zinasco, contro i francesi nella battaglia di Magenta prima e nella battaglia di Solferino e San Martino del 24 giugno 1859.